# Cyathea pungens
Cyathea pungens är en ormbunkeart som först beskrevs av Carl Ludwig Willdenow, och fick sitt nu gällande namn av Karel Domin. Cyathea pungens ingår i släktet Cyathea och familjen Cyatheaceae. Inga underarter finns listade.

## Bildgalleri

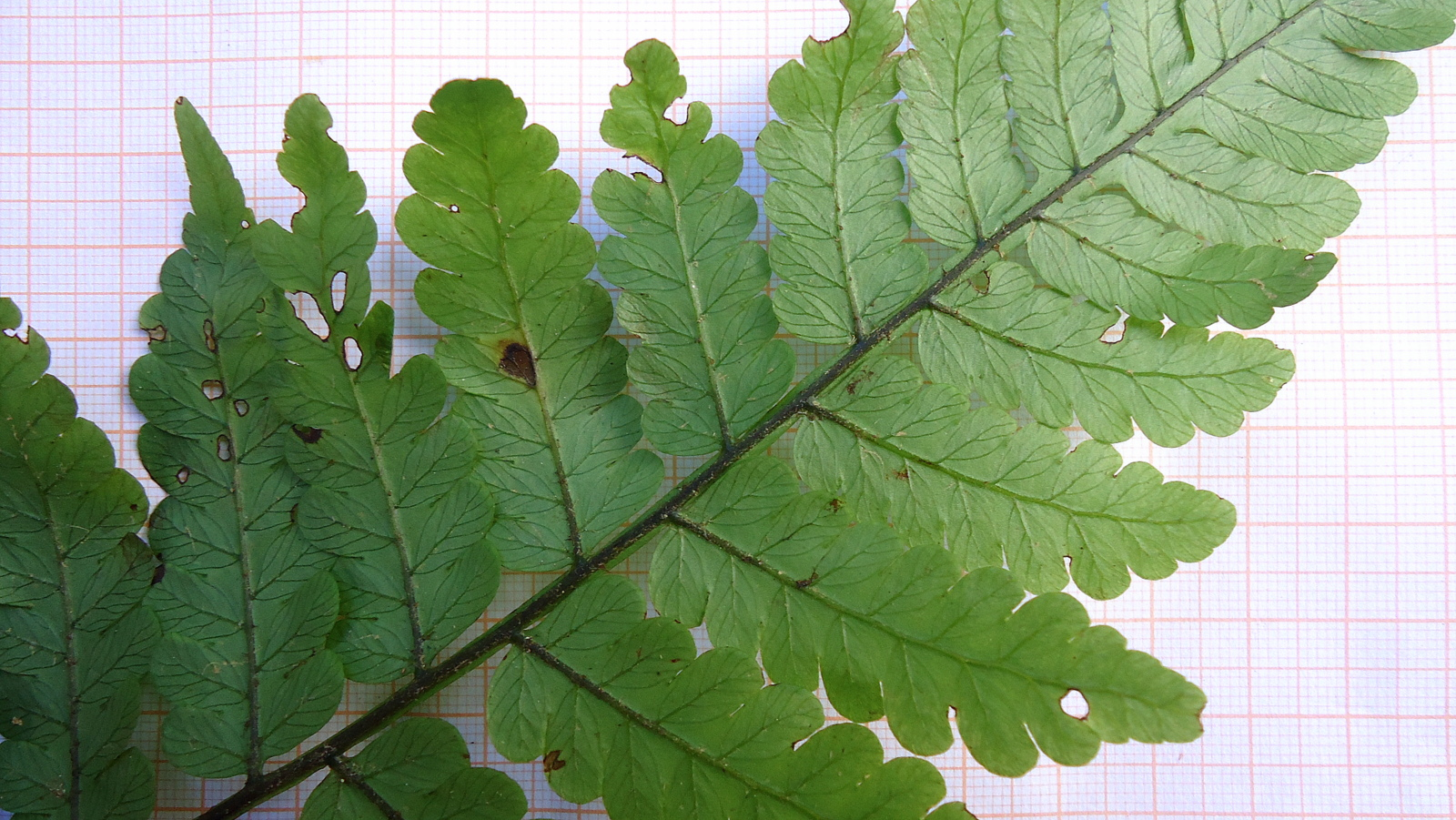
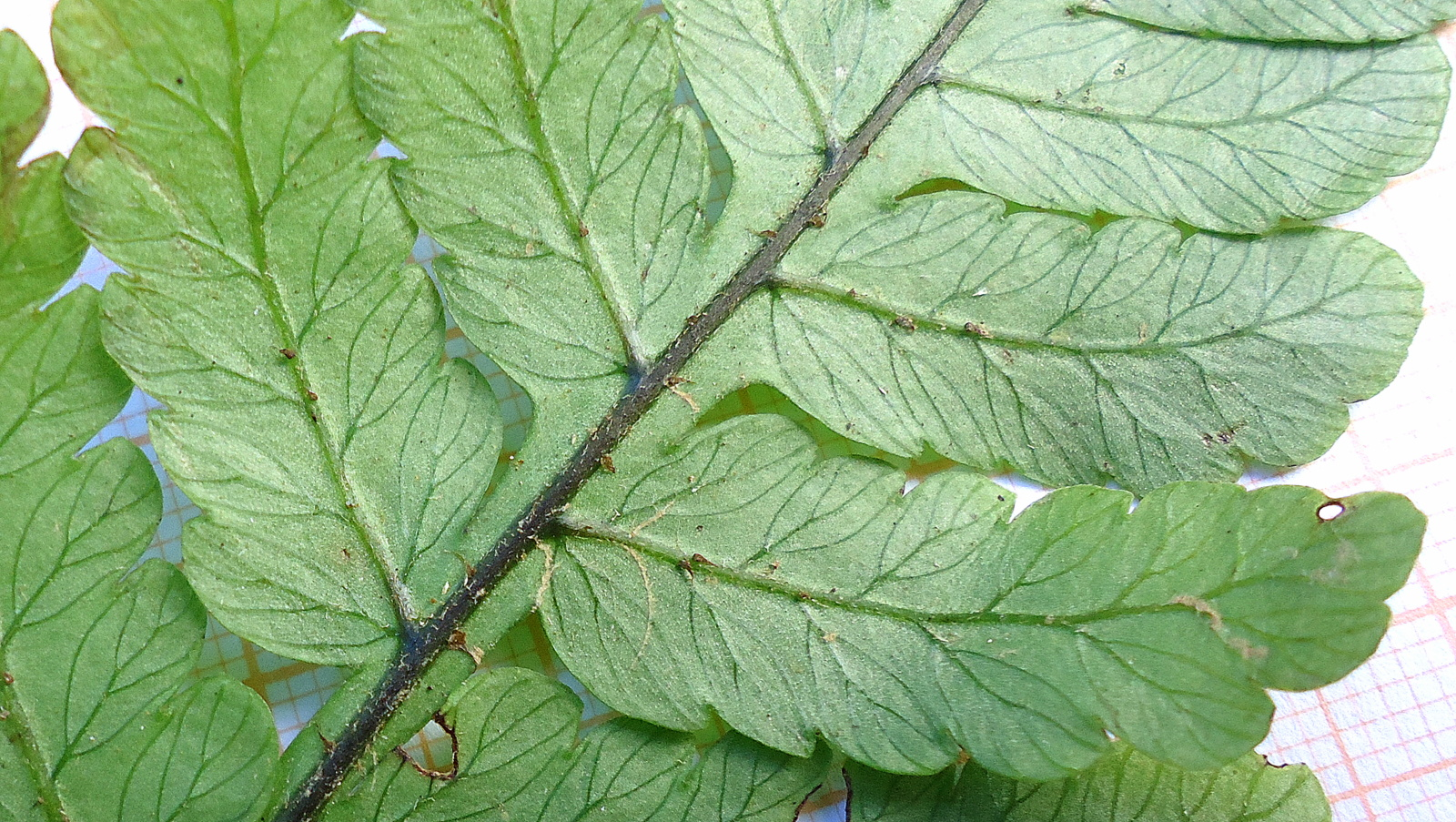
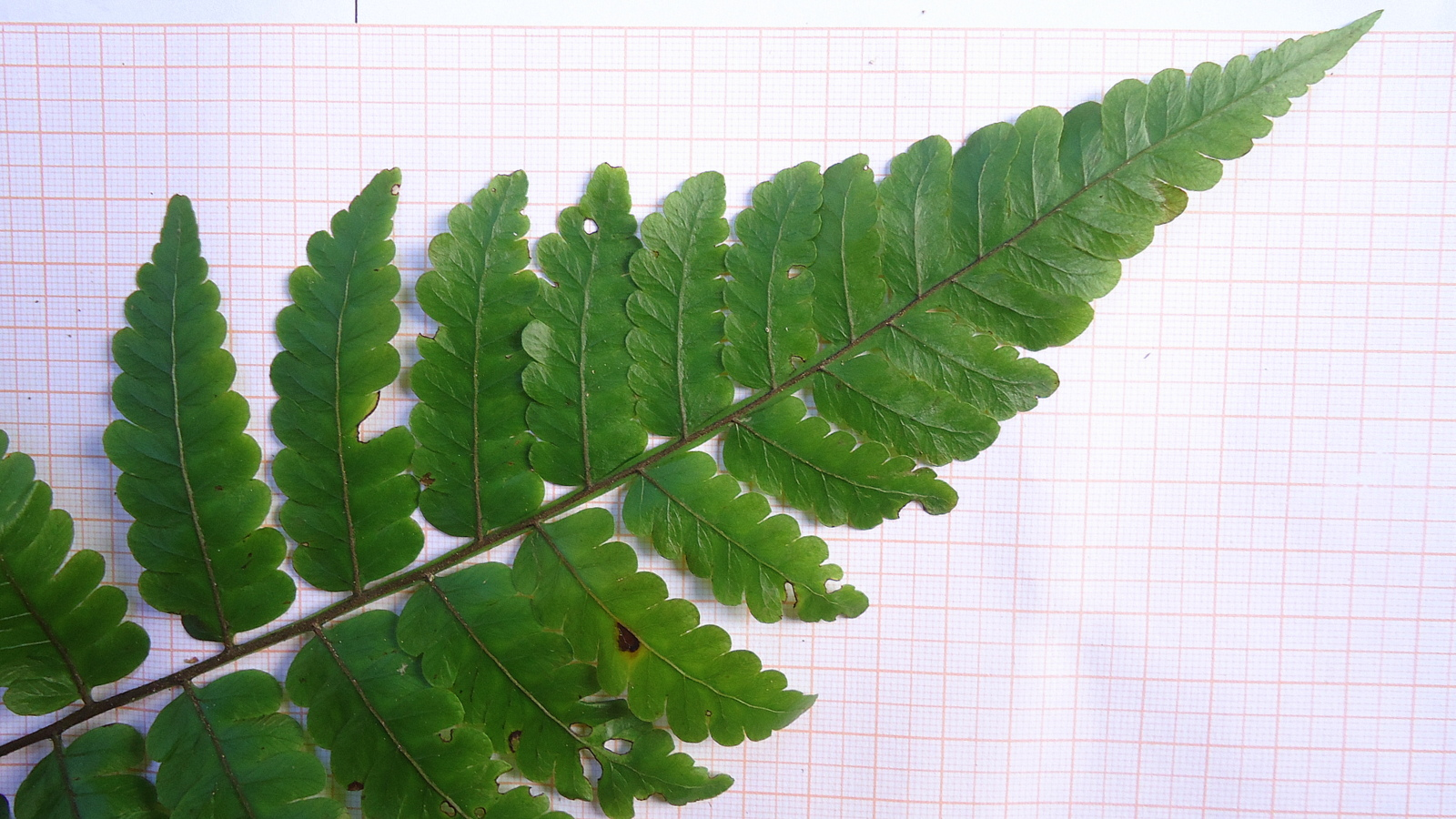
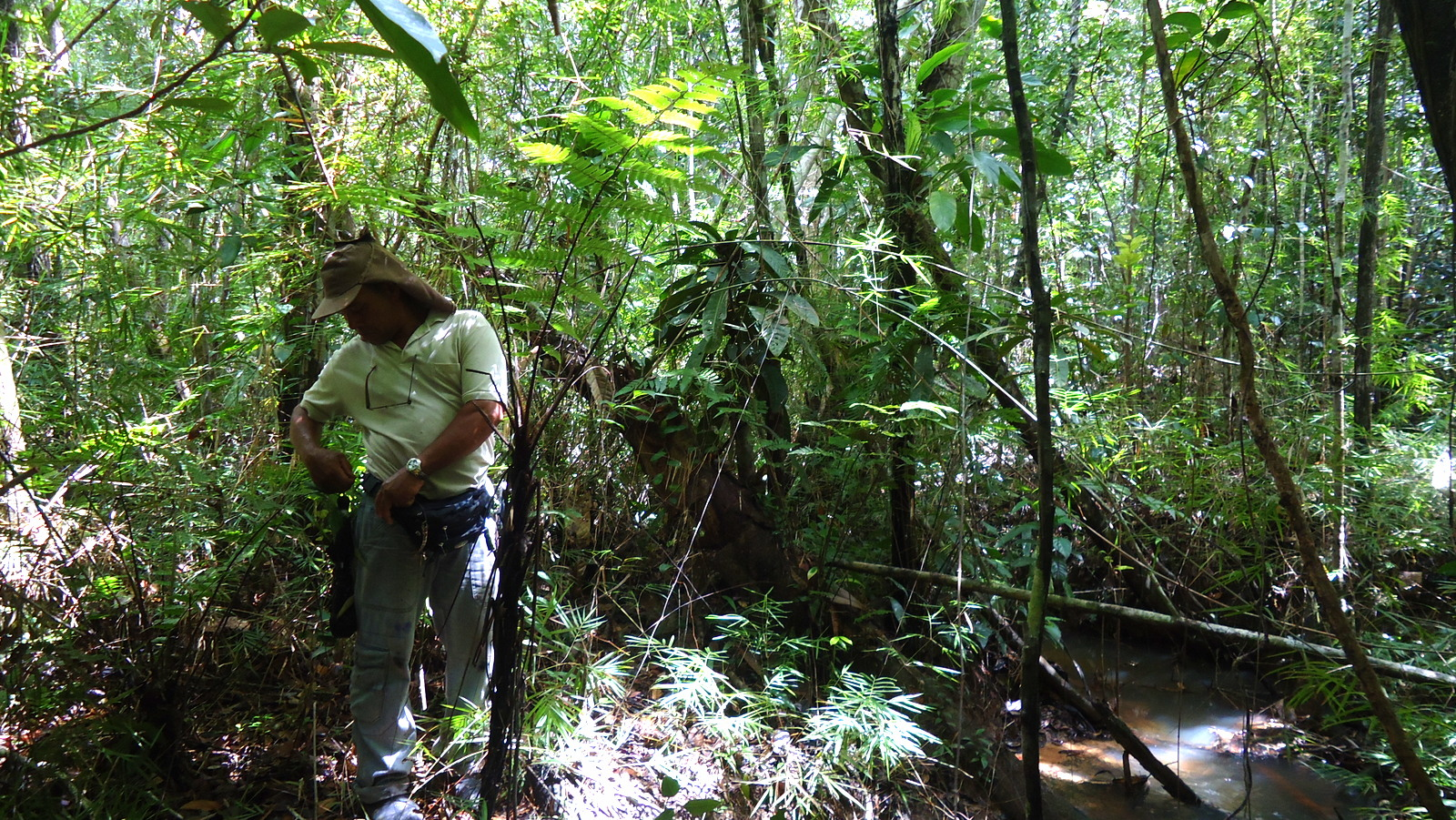
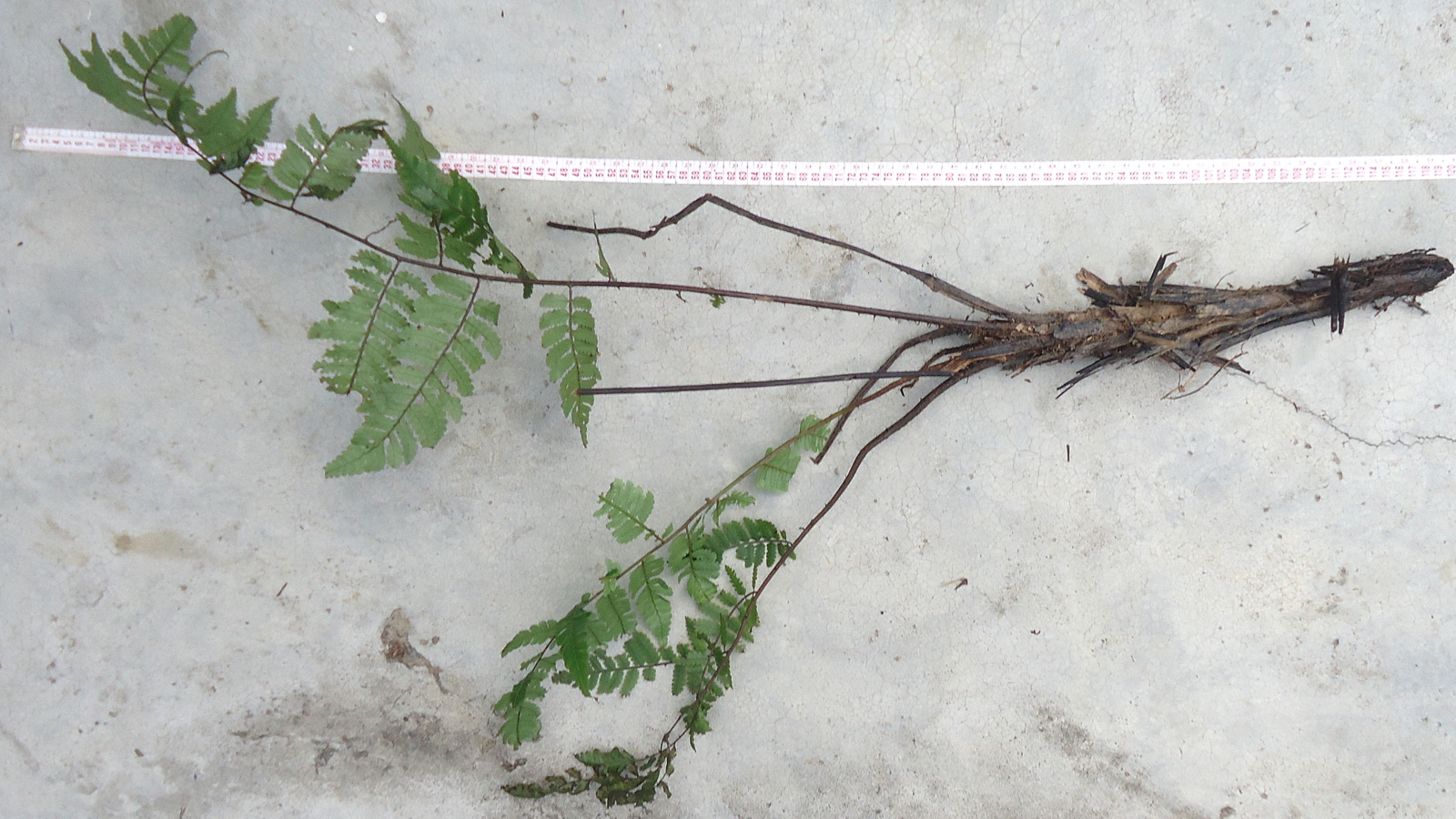
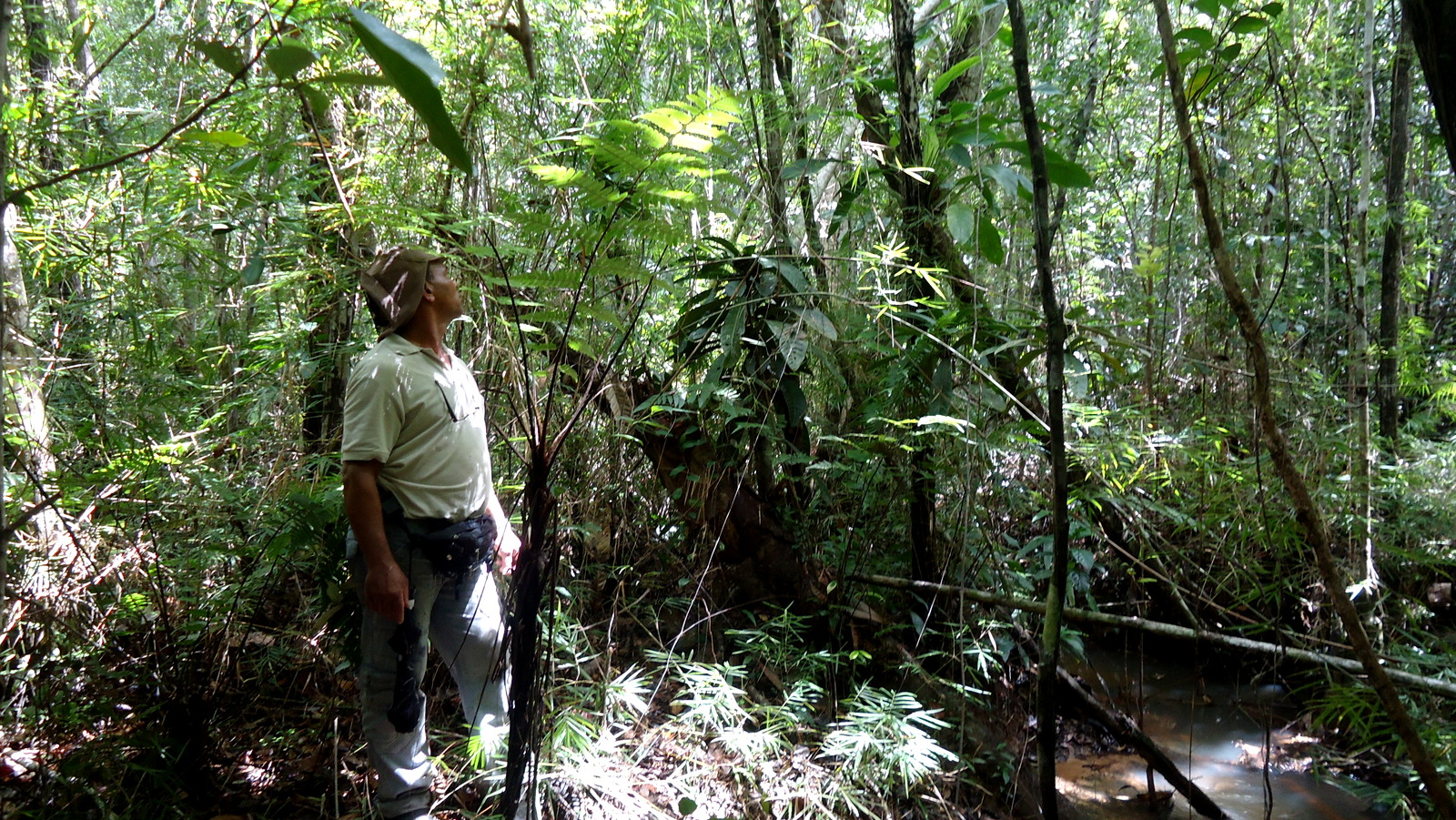